# La Manzanilla de la Paz
La Manzanilla de la Paz är ort och en kommun i Mexiko.   Den ligger i delstaten Jalisco, i den centrala delen av landet, 400 km väster om huvudstaden Mexico City. Antalet invånare är 3 623. Arean är 129 kvadratkilometer.
Terrängen i La Manzanilla de la Paz är lite kuperad.